# Fahr (Volkach)
Fahr (bis 1978 Fahr am Main) ist ein Stadtteil von Stadt Volkach im bayerischen Landkreis Kitzingen in Unterfranken. Fahr war bis zum Zusammenschluss mit Volkach am 1. Mai 1978 eine selbstständige Gemeinde. Der ursprüngliche Zusatz „am Main“ rührt aus der Vergangenheit her, denn dort bestand bereits in vorgeschichtlicher Zeit die Furt des damaligen Könighofs Prosselsheim. Später etablierte sich eine Fährverbindung, die noch heute besteht und dem Ort den Namen gab.
Seine verkehrswichtige Bedeutung verlor Fahr erst mit dem Bau der Volkacher Mainbrücke im Jahr 1892. Neben der Fähre ist für Fahr vor allem der Wein- und Obstbau charakteristisch. Die typische Bebauung der Hauptachse des Dorfes, der Blütenstraße, weist Fahr als Häckerhaufendorf aus. Die Lage am Beginn der sogenannten Mainschleife führte zu einer frühen touristischen Erschließung des Dorfes.

## Geografische Lage

### Geografie und naturräumliche Gliederung
Das Pfarrdorf Fahr liegt im äußersten Nordwesten des Volkacher Gemeindegebietes. Das Dorf bildet den Abschluss des unterfränkischen Landkreises Kitzingen, grenzt im Norden an das Gemeindegebiet von Kolitzheim im Landkreis Schweinfurt – der Ortsteil Stammheim liegt Fahr am nächsten – und im Westen an Kaltenhausen, Ortsteil von Eisenheim im Landkreis Würzburg. Im Osten liegt die Kernstadt Volkach, während sich im Süden, durch den Main getrennt, die Vogelsburg befindet.
Nächstgelegene größere Städte sind Würzburg mit einer Distanz von etwa 19 Kilometern und Schweinfurt, circa 19,4 Kilometer entfernt.
Naturräumlich liegt Fahr im Gebiet der Volkacher Mainschleife, die als Untereinheit zum Mittleren Maintal der Mainfränkischen Platten gezählt wird.
Das Dorf liegt in der Maingauklimazone, die zu den trockensten und wärmsten in Deutschland zählt. Dies erklärt auch den Weinbau im Ort. Der Main bei Fahr bildet den Beginn der sogenannten Volkacher Mainschleife. Der Fluss umfließt, von Stammheim kommend, den Ort im Westen und macht im Südwesten der Gemarkung einen großen Bogen, um im Süden von Fahr in Richtung Volkach weiterzufließen. Die geologische Zusammensetzung der Umgebung wurde durch die Eintiefung der Flussrinne aufgeschlossen. Im Pleistozän wurden dort Steine des Oberen Muschelkalks und des Unteren Keupers abgelagert.

### Dorfgliederung

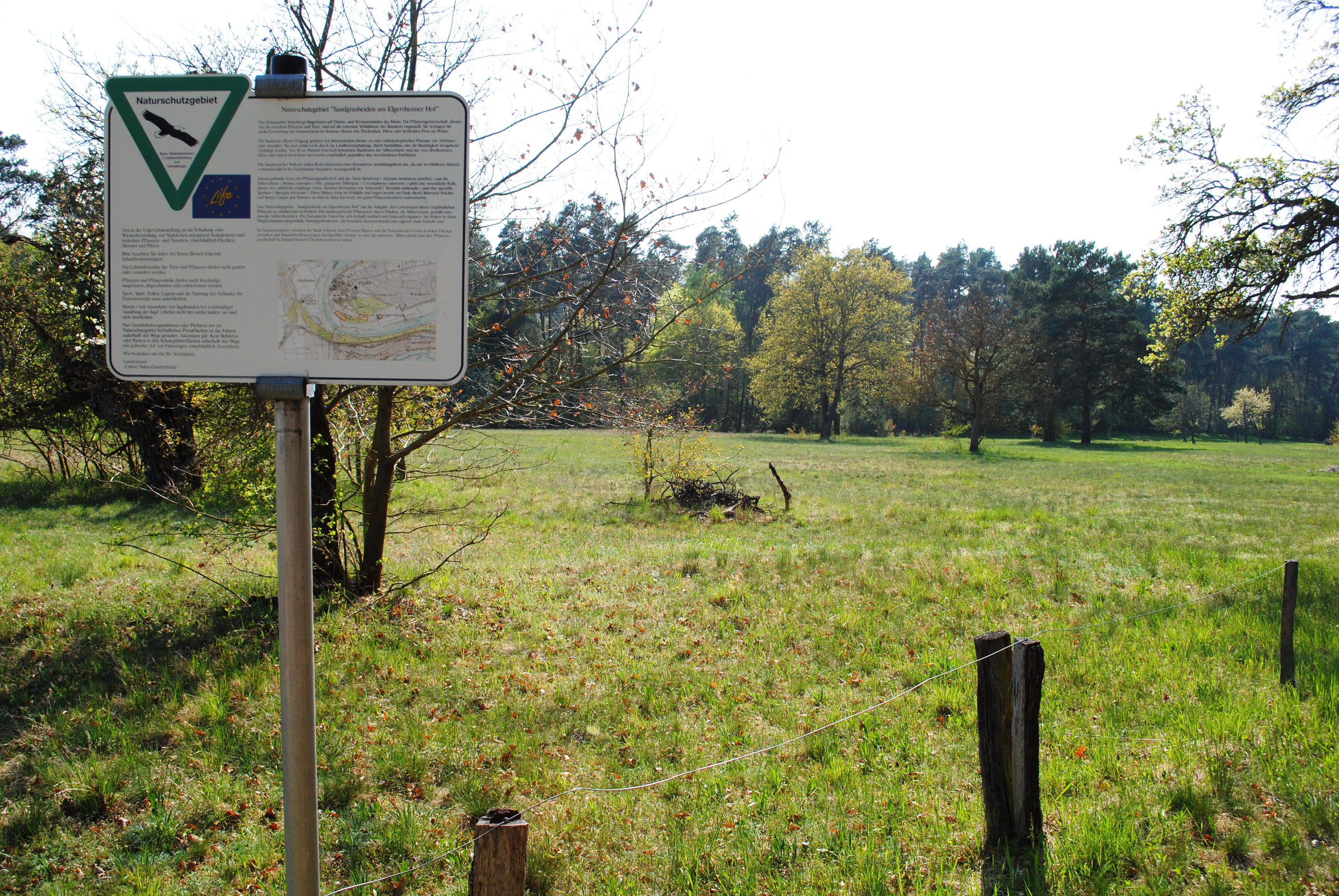
Das Naturschutzgebiet Sandgrasheiden am Elgersheimer Hof

Die Fahrer Gemarkung nimmt eine Fläche von etwa 2,5 km² ein und wird neben dem Dorf Fahr, im Westen der Gemarkung gelegen, von der Einöde Elgersheim gebildet. Zentral befindet sich dort das alte Häckerhaufendorf, im Osten schließt sich als Neubaugebiet nach dem Zweiten Weltkrieg die Siedlung Am Gries an. Am Rande der bebauten Fläche liegt der Friedhof. Das Neubaugebiet soll im Jahr 2017 erweitert werden. Der Ort ist von drei Seiten vom Main umgeben. Am Fluss (Flusskilometer 309) ist auch die Umschlagstelle der Firma Lenz-Ziegler-Reifenscheid zu finden.
Mehrere benannte Fluren umgeben das frühmittelalterliche Dorf. Während die meisten dieser Flurlagen auf Weinbergs- oder Obstbauflächen verweisen, existiert das Auholz als einzige Waldabteilung, das sich entlang der Kreisstraße KT 34 hinzieht. Weitere, größere Flurlagen sind der Mönchsberg im Nordosten, der Würmberg und der Kammerberg im Südosten. Im östlichen Teil der Gemarkung befand sich, erstmals im 14. Jahrhundert erwähnt, der Wald Urlaß (auch Orles), der heute vollständig gerodet ist. Vier Baggerseen umgeben den Ort, mehrere haben einen Mainzugang, darunter der etwa acht Hektar große Elgersheimsee. Außerdem liegt dort das Naturschutzgebiet Sandgrasheiden am Elgersheimer Hof, das durch aufgetragene Sandschichten aus den benachbarten Seen stetig erweitert wird.

## Geschichte

### Vor- und Frühgeschichte (bis 1188)

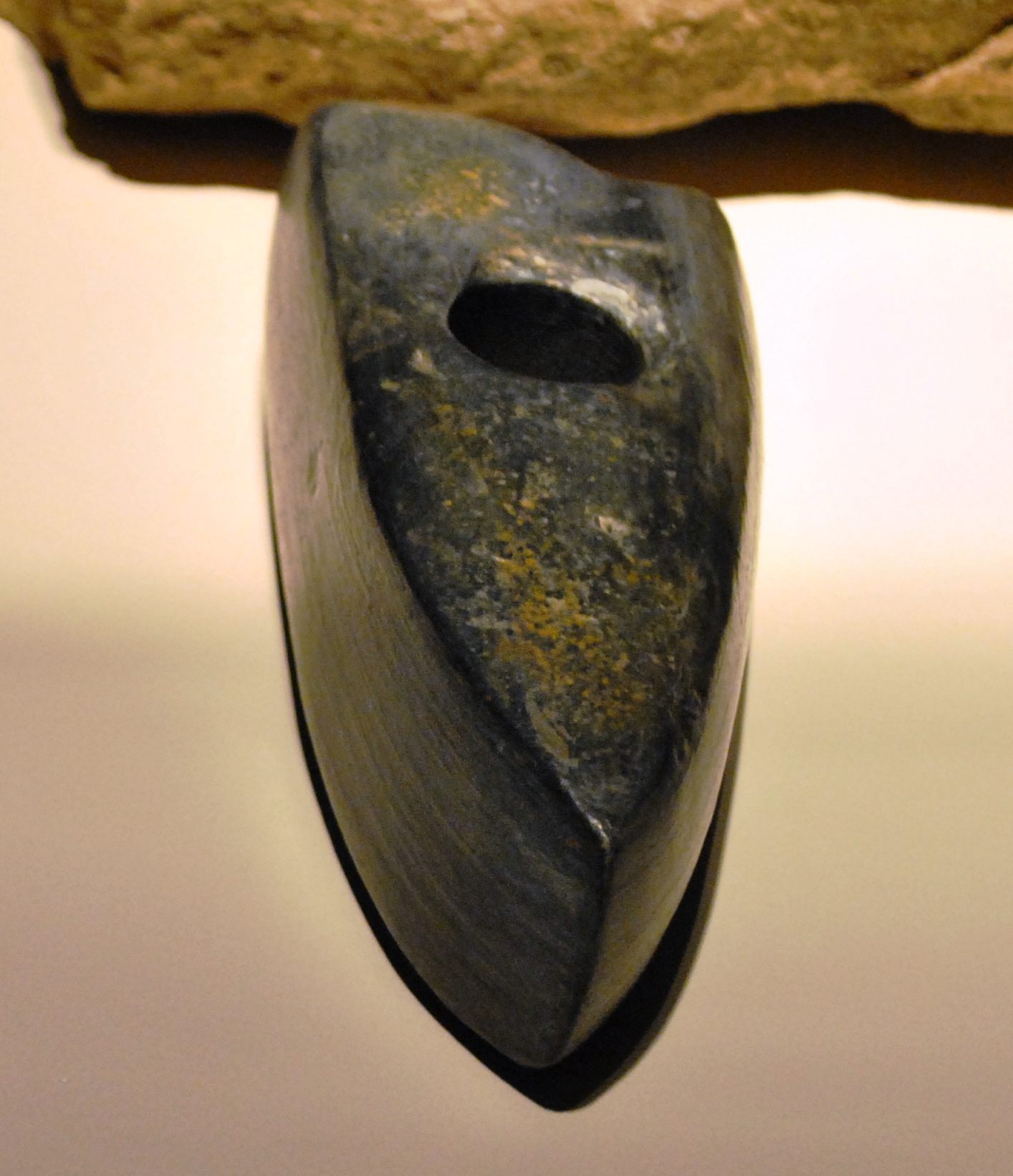
Steinkeil der Bandkeramiker aus dem Main bei Fahr

Fahr weist eine sehr lange Siedlungsgeschichte auf. Bereits in prähistorischer Zeit war die Landschaft, in der sich heute das Dorf befindet, zumindest zeitweise besiedelt. Bei Ausgrabungen entdeckte man Siedlungsspuren aus der Jungsteinzeit. So wurden ein Mammutzahn und bearbeitete Zähne von Wildpferden freigelegt. Aus der Zeit der Bandkeramiker stammen mehrere Gefäße und Geräte, außerdem konnte auf der heutigen Gemarkung von Fahr eine Siedlung dieser Kultur lokalisiert werden.
Während der Latènezeit kam es überall in der Mainschleifenregion zur Bevölkerungsüberlagerung: Die zugezogenen Kelten verdrängten die ursprüngliche Bevölkerung. Das heutige Dorf Fahr entstand wohl bereits im ersten vorchristlichen Jahrhundert durch die Elbgermanen und ist damit neben Volkach einer der ältesten Orte an der Mainschleife. Die Elbgermanen benötigten einen Mainübergang zwischen der befestigten Vogelsburg, dem weltlichen und geistlichen Zentrum der Region, und der Siedlung Prosselsheim.
Fahr war der Rastplatz und Fährort am Beginn der Mainschleife. Die Siedlungsstelle bot sich für diese Nutzung an, weil die Ufer leicht zugänglich waren. Im 6. und 7. Jahrhundert kolonisierten die fränkischen Merowinger die Region und brachten neben dem Christentum auch erste Verwaltungsstrukturen mit. Um die großen, neubesiedelten Gebiete zu organisieren, orientierten sich die Franken nicht mehr länger am Main. Die kleineren Bäche Volkach und Weidach rückten in den Mittelpunkt und Fahr geriet in eine Abseitsposition.
Trotz des hohen Alters des Ortes wurde Fahr im 8. Jahrhundert noch nicht namentlich genannt. Im 10. Jahrhundert wurde das fränkische Königsland langsam aufgelöst, die Dörfer wurden an unterschiedliche Herrschaften verschenkt. Die Vogelsburg und ihre Umgebung war im 9. Jahrhundert bereits verschenkt worden, 906 wurde diese Schenkung bestätigt. Bis zum Jahr 900 kamen die Orte um Eisenheim an adelige Großgrundbesitzer.

### Wechselnde Herrschaften (bis um 1400)
Im Jahr 1188 verkaufte der Propst Theoderich von Heidenfeld mehrere Weingärten an Lenthero de Fahr (Lenthero von Fahr), im Namen des Ministerialen tauchte das Dorf erstmals auf. In Fahr bestand wohl eine Burg, der Straßenname Schloßberg gibt noch Hinweise darauf. Inzwischen hatten unter anderem die Grafen zu Castell das Erbe der fränkischen Könige angetreten, daneben traten die Abtei Ebrach, die Propstei Heidenfeld bei Schweinfurt und das Würzburger Kollegiatstift Haug. Dorfherren von Fahr waren damals die Grafen zu Castell.
Auch andere Herren waren in Fahr begütert. Im Jahr 1205 verkaufte das Stift Haug mehrere Weingärten und Ackerland an die Zisterze Ebrach. Im Jahr 1222 besaß Otto von Kaltenhausen und Elgersheim diese Weingärten. 1238 tauchten die Casteller Ministerialen von Fahr nochmals auf. Am 23. Mai 1223 verzichtete Graf Rupert II. zu Castell auf alle Rechte in Fahr, über die zuvor mit dem Kloster Ebrach gestritten worden war.
Im Casteller Teilungsvertrag von 1265/1267 erhielt Heinrich II. zu Castell das Dorf. Er gestattete am 1. Mai 1282 den Verkauf eines Waldes an das Ebracher Kloster. Friedrich II. zu Castell und seine Frau Willibirg tätigten am 10. Juni 1301 einen weiteren Waldverkauf, wiederum an das Kloster. Der Einfluss der Grafen zu Castell schwand weiter, als Heinrich II. und Friedrich II. zu Castell am 13. August 1303 Weinberge an Ebrach verkauften.
Nachdem im 14. Jahrhundert weitere Güter insbesondere an das Kloster Ebrach übergegangen waren, das mittlerweile einen eigenen Amtshof im nahen Elgersheim errichtet hatte, war das Kloster wohl auch offiziell Grundherr über Fahr geworden. Am 20. August 1347 schenkten die Brüder Wolflin und Rüdiger Teufel dem Zisterzienserkloster weitere Güter in dem Dorf. Im Jahr 1376 wurde Cunz Lenther von Fahr von der Abtei mit den Kreuzäckern belehnt.

### Etablierung des Hauger Stifts (bis um 1500)

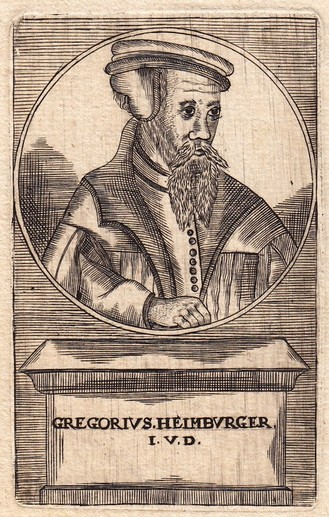
Der Humanist Gregor Heimburg hatte zeitweise das Mainzollrecht inne

Das Kloster Ebrach verlor in der Folgezeit allerdings an Einfluss in der Mainschleifenregion. Zum neuen Dorfherren stieg das Kollegiatstift Haug in Würzburg auf. Fahr war weiterhin Teil des Hochstifts Würzburg und der neue Dorfherr, Propst Hermann von Orlamünde, begann im Jahr 1403 in einer Urkunde die überlieferten Rechte und Pflichten der Dorfbewohner zu dokumentieren. Dennoch kam es 1406 zum Streit, weil unberechtigterweise mehrere Güter verkauft worden waren.
Kurze Zeit vorher, um 1403, war Fahr bereits zu einer eigenen Pfarrei aufgestiegen. Mit Heinrich ist am 8. Juli dieses Jahres erstmals ein Pfarrherr in dem Dorf nachgewiesen. Am 14. Februar 1450 wurde die ganze Gemeinde von Dekan Peter Hofmann vom Jakobskloster in Bamberg gebannt. Die Fahrer hatten die Weinberge des Klosters Ebrach überfallen und ohne Erlaubnis abgeerntet. Über weitere Folgen für die Bewohnerschaft schweigen die Quellen.
Dem Stift gelang es in der Folgezeit, das Dorfleben besser zu strukturieren. Im 15. Jahrhundert ist erstmals ein Fahrer Bürgermeister nachgewiesen. Das Dorf hatte mit der Fähre immer noch eine verkehrswichtige Lage, fortan wurde das Fährrecht an einen Bewohner verliehen. Das 16. Jahrhundert ist auch von Streitigkeiten mit den anderen Herrschaften der Umgebung geprägt. Mit der Kartause Astheim und der Stadt Volkach stritt man über Fischereirechte und Uferbauten am Main.
Der Main als Handelsstraße war für die Fahrer wichtig, weil hier der Mainzoll erhoben werden konnte. Lange Zeit hatten die Dorfherren diesen Zoll kassiert, im 15. Jahrhundert war allerdings der Humanist Gregor Heimburg an das Zollrecht gekommen. Erst nach seiner Exkommunikation, er war Anhänger der vom Papst verfolgten hussitischen Lehre, gelangte der Zoll 1472 an das Würzburger Hochstift, das ihn bis ins 19. Jahrhundert behielt. Das Stift Haug war endgültig als Dorfherr etabliert.

### Bis zur Auflösung des Stifts (bis 1802)
Zu Beginn des 16. Jahrhunderts begannen die Bauern in Württemberg und Franken gegen die drückenden Lasten aufzubegehren. Der Bauernkrieg erfasste bald auch die Bevölkerung am Maindreieck. Die Fahrer schlossen sich dem sogenannten Volkacher Fähnlein an und plünderten das Kloster auf der Vogelsburg und die Kartause im nahen Astheim. Anschließend besetzten die Bauern die Fährstelle. Bald hatte der Fürstbischof den Aufstand niedergeschlagen und die Fahrer unterwarfen sich in Volkach dem Bischof Konrad II. von Thüngen.
Anders als in vielen anderen Dörfern der Umgebung war der reformatorische Einfluss in Fahr nur sehr gering. Im Jahr 1576 kam es allerdings zu Widerstand gegen den Pfarrer: Die Fahrer fühlten sich nicht richtig seelsorgerisch betreut und besuchten den Gottesdienst in anderen Ortschaften. Kurze Zeit später verschwand sogar der Pfarrer mit den Geldern für das neue Pfarrhaus. Allerdings lehrte der Schulmeister weiterhin den Katechismus.
Während des Dreißigjährigen Krieges hatte das Dorf unter den häufigen Kriegshandlungen zu leiden. Sowohl die protestantischen Schweden unter ihrem König Gustav II. Adolf als auch die eigentlich verbündeten katholischen Kaiserlichen zogen durch Fahr und richteten große Verwüstungen an. Zwischen 1631 und 1634 predigte der Feldprediger des schwedischen Regiments Roßstein, Johann Schwäger, zeitweise in Fahr.
Nachdem sich das Dorf von den Kriegszerstörungen erholt hatte, begann man zu Beginn des 18. Jahrhunderts die Kirche neu zu errichten. Bis zum Jahr 1726 entstand ein prächtiges Gotteshaus, barocke Prachtentfaltung kam an den Mainort. Die Dorfbewohner imitierten den neuen Stil und um das Anwesen Max Krieger wurde ein kleiner, barocker Park angelegt. Gleichzeitig erhielt der Ort einen Physikus, einen Chirurgen, für die öffentliche Sicherheit war ein Polizist zuständig.

### In Bayern (bis heute)
Fast vierhundert Jahre lang hatte das Stift Haug die Dorfherrschaft über Fahr inne. Im Jahr 1802 wurde das Stift im Zuge der Säkularisation durch Napoleon aufgelöst. Fahr gelangte an das vergrößerte Kurfürstentum Pfalzbayern. Bereits 1806 wurde der Ort dem neuentstandenen Großherzogtum Würzburg zugeschlagen. Erst 1814 kam Fahr endgültig zum mittlerweile zum Königreich aufgestiegenen Bayern. Fahr wurde zusammen mit dem nahen Elgersheim als Landgemeinde dem Landgericht Volkach zugeschlagen.

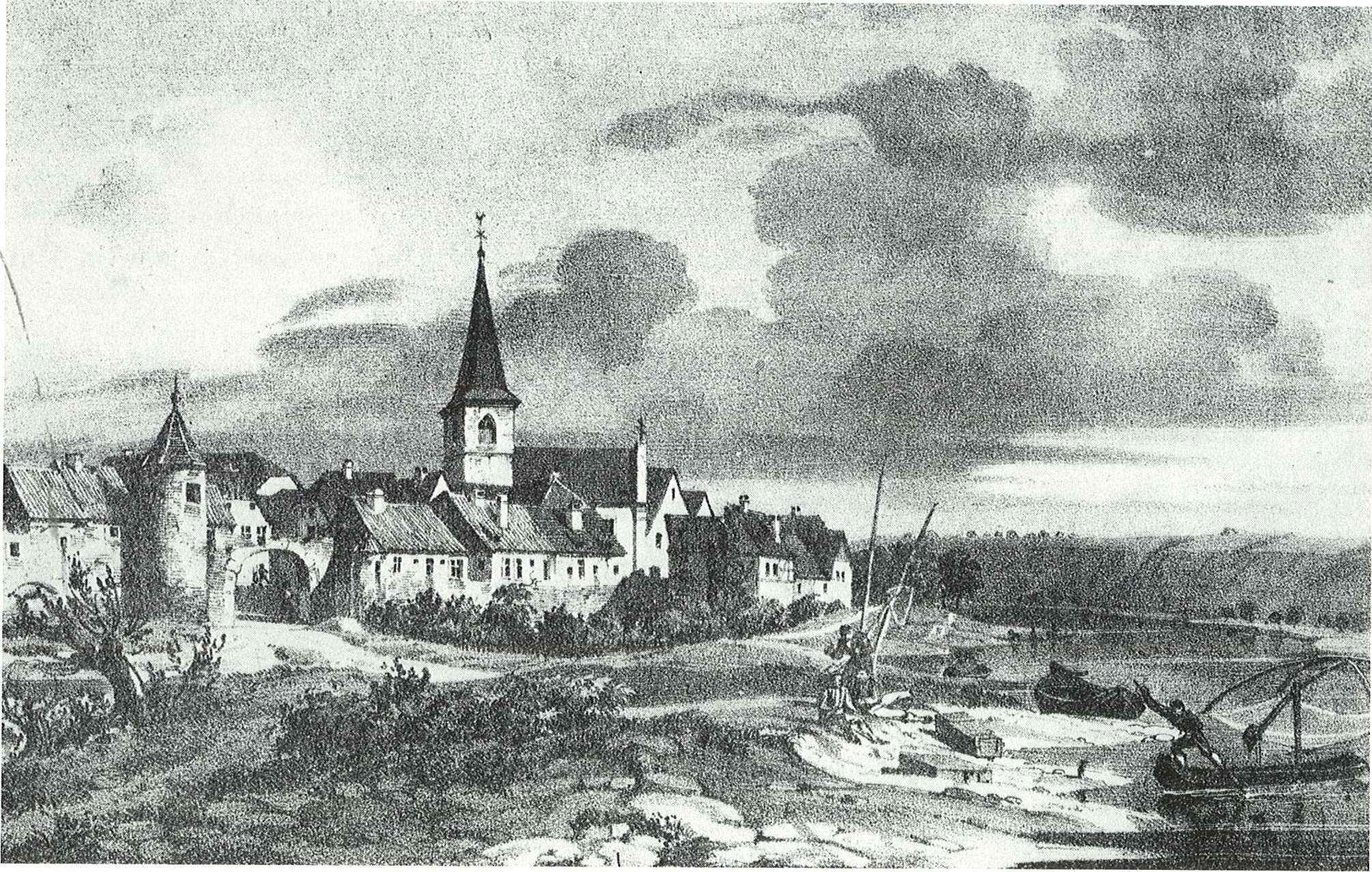
Lithographie Fahr am Main von Franz Leinecker, um 1840

Die Fahrer Untertanen waren zu Staatsbürgern aufgestiegen. Bereits seit 1809 schwelte allerdings ein Rechtsstreit mit den Finanzbehörden des jungen Staates. Unklar war, wer bei Besuchen der Beamten die Atzung, d. h. die Bewirtungskosten zu tragen hatte. Der Prozess war noch im Jahr 1818 anhängig und wurde von beiden Seiten weiter betrieben. Erst im Jahr 1823 endete er mit einem Vergleich zwischen Verwaltung und Gemeinde.
In der Mitte des 19. Jahrhunderts begannen auch für Fahr schwierige Jahre. Bisher hatte der Ort überwiegend vom Weinbau gelebt. Mit dem Auftreten der Reblaus kam es zu einer Krise des Weinbaus. Um 1840 wurden für die Wirte Bierverbote erlassen. Fahr wurde in den folgenden Jahren zusammen mit Astheim eine der Obstbaugemeinden an der Mainschleife. In den Jahren 1849 und 1852 kam zu großen Bränden im Dorf, die teilweise mehrere Häuser vernichteten.
Die Fähre war nach der Auflösung des Stiftes an private Fährleute gekommen, die als Pächter jährlich Geld an die Gemeinde abgeben mussten. Die Fähre rückte in den Mittelpunkt des Geschehens, als das bayerische Heer im Deutschen Krieg viele Soldaten dort über den Main bringen wollte. Zwischen dem 12. und 13. Juli 1866 waren zeitweise über 3000 Soldaten in Fahr einquartiert, dies entsprach einem Vielfachen der Dorfbevölkerung.
Um weitere Brände zu vermeiden, erhielt Fahr im Jahr 1874 eine Freiwillige Feuerwehr. 1870/1871 waren am Deutsch-Französischen Krieg insgesamt 15 Fahrer als Soldaten beteiligt, zwei von ihnen erhielten nach dem Krieg eine Pension. Am 1. August 1886 wurde die Zentralität des Ortes weiter gestärkt, als sich eine Postagentur ansiedelte. Sie wurde später mit einer Telegraphenstation ausgestattet.
Gegen Ende des 19. Jahrhunderts diskutierte die Öffentlichkeit zeitweise, eine Mainbrücke in Fahr zu errichten. Mittlerweile war Volkach allerdings wirtschaftlich stark geworden und die Brücke entstand 1892 zwischen Astheim und der Stadt. 1908 wurde Fahr mit einer Wasserleitung ausgestattet. Mit insgesamt 16 Toten hatte Fahr im Ersten Weltkrieg einen hohen Blutzoll zu zahlen. Im Jahr 1920 wurden Kabel verlegt, sodass es fortan im Dorf elektrisches Licht gab.
Bis zum Jahr 1941 diskutierte man, die Mainschleife mit einem Tunnel abzukürzen, um der Schifffahrt die Durchfahrt zu erleichtern. Fahr sollte am Beginn dieses Tunnels liegen. Zu einer Umsetzung kam es allerdings nicht. Im Zweiten Weltkrieg gab es einige Luftangriffe auf das Dorf, insbesondere wegen der verkehrswichtigen Fähre. 1960 errichtete man eine neue Fähranlage, die heute die einzig freifahrende an der Mainschleife ist. Mit der Gemeindegebietsreform, die am 1. Mai 1978 in Kraft trat, wurde die Gemeinde Fahr nach Volkach eingemeindet.

### Ortsname
Der Name des Dorfes hat seinen Ursprung in der vorrangigen Funktion der Ansiedlung, dem Ort einer Fähre. Die Menschen siedelten sich an der Furt des Königshofs Prosselsheim an und benannten den Ort danach. Bei Fahr handelt es sich wohl um den, neben Volkach, ältesten Siedlungsplatz an der Mainschleife. Bereits im ersten vorchristlichen Jahrhundert lebten dort Menschen, der Name war wohl durch die Elbgermanen geprägt worden.
Anders als bei vielen anderen Orten war der Name im Laufe der Zeit kaum Veränderungen ausgesetzt. Im Jahr 1225 wurde das Dorf „in vare“, 1293 „Var“ und 1401 „villa Vare“ (Dorf Vare) genannt. Im 17. Jahrhundert festigte sich langsam die heute noch gebräuchliche Form Fahr, wobei die Bezeichnungen „flecken“ und „gemain Fahr“ auftauchten. Im Jahr 1634 wurde die Siedlung schließlich „dorf Fahr“ genannt. Bis heute gibt es noch die Bezeichnung „Fahr am Main“.
Die Bewohner des auf der anderen Mainseite gelegenen Obereisenheims belegten die Fahrer in der Vergangenheit mit sogenannten Ortsnecknamen. So sprach man davon, dass in Fahr „der Bettelsack am Tor hängt“ und verwies damit auf die Armut im Dorf. Außerdem nannte man die Einwohner des Dorfes Fahrer Sandhasen (mainfränkisch Sand'hosn). Hiermit brachte man zum Ausdruck, dass die Fahrer Böden sandig sind und für die Landwirtschaft ungeeignet.

### Verwaltung und Gerichte
| Die folgenden Verwaltungseinheiten waren der Gemeinde Fahr übergeordnet. - bis um 1400: Amt Elgersheim des Zisterzienserklosters in Ebrach - bis 1802: Kollegiatstift Haug in Würzburg - bis 1862: Landgericht älterer Ordnung Volkach im Untermainkreis, ab 1837 Unterfranken - bis 1872: Bezirksamt Volkach in Unterfranken - bis 1972: Bezirksamt Gerolzhofen, ab 1939 Landkreis Gerolzhofen in Unterfranken - bis 1978: Landkreis Kitzingen in Unterfranken - ab 1978: Ortsteil der Stadt Volkach, Landkreis Kitzingen in Unterfranken |  | Gerichtlich unterstand Fahr folgenden Instanzen. - bis 1803: Zentgericht Prosselsheim im Hochstift Würzburg - bis 1862: Landgericht älterer Ordnung Volkach - bis 1879: Landgericht Volkach - bis 1966: Amtsgericht Volkach im Landgerichtsbezirk Schweinfurt - bis 1973: Amtsgericht Gerolzhofen im Landgerichtsbezirk Schweinfurt - ab 1973: Amtsgericht Kitzingen im Landgerichtsbezirk Würzburg |  |

### Wappen
| Wappen von Fahr | Blasonierung: „In Rot zwei gekreuzte, silberne Ruder.“ |
| Wappen von Fahr | Wappenbegründung: Die beiden gekreuzten Ruder weisen auf die Fähre im Ort hin, die ursprünglich mit ebensolchen Rudern genutzt wurde. Als der „gemeine Fahr“ das Fährrecht erteilt wurde, durfte sie das Ortssiegel führen. Die Tingierung in Rot und Silber verweist auf das Hochstift Würzburg. |

## Politik

### Vom Bürgermeister zum Stadtrat
Im Jahr 1450 wurde erstmals ein „magistri civium“, ein Bürger- oder Dorfmeister für Fahr genannt. Die offiziellen Bezeichnungen lauteten damals „Dorfmeister, Schultheiß, Schöffen und die ganze Gemeinde zu Fahr“. Die Bürgermeister, meist wurden von den Bewohnern zwei gewählt, vertraten die Fahrer gegenüber der Obrigkeit. Sie waren allerdings nicht befugt, Entscheidungen zu fällen, sondern mussten sich den Weisungen des Schultheißen des Hauger Stiftes fügen.
Eine Besonderheit stellte das Dorfrecht von 1575 dar. Danach war Fahr zwar Teil des 9. Zentgerichts des Hochstiftes Würzburg, das in Prosselsheim seinen Sitz hatte, allerdings durfte der Zentgraf das Dorf nicht betreten. Der Bürgermeister führte ihn zur Gemarkungsgrenze, von wo aus er Recht sprach. Die Unabhängigkeit wurde auch bei den Zentschöffen betont, die lediglich ein sogenanntes Handgelöbnis ablegen mussten und keinen Eid zu schwören brauchten.
| Konrad Weyker         | gen. 1450       | zusammen mit Johannes Weygant   |
| Johann Georg Anne     | gen. 1753       |                                 |
| Michael Krapf         | gen. 1786, 1787 |                                 |
| Michael Münzel        | gen. 1813       |                                 |
| Friedrich Fröhlich    | gen. 1870       |                                 |
| Andreas Krieger       | gen. 1901       |                                 |
| Michael Fröhlich      | 1930–nach 1936  |                                 |
| Arthur Heinrich Krapf | gen. 1955       |                                 |
| Johann Nicola         | –1978           | 2. Bürgermeister Heinrich Krapf |

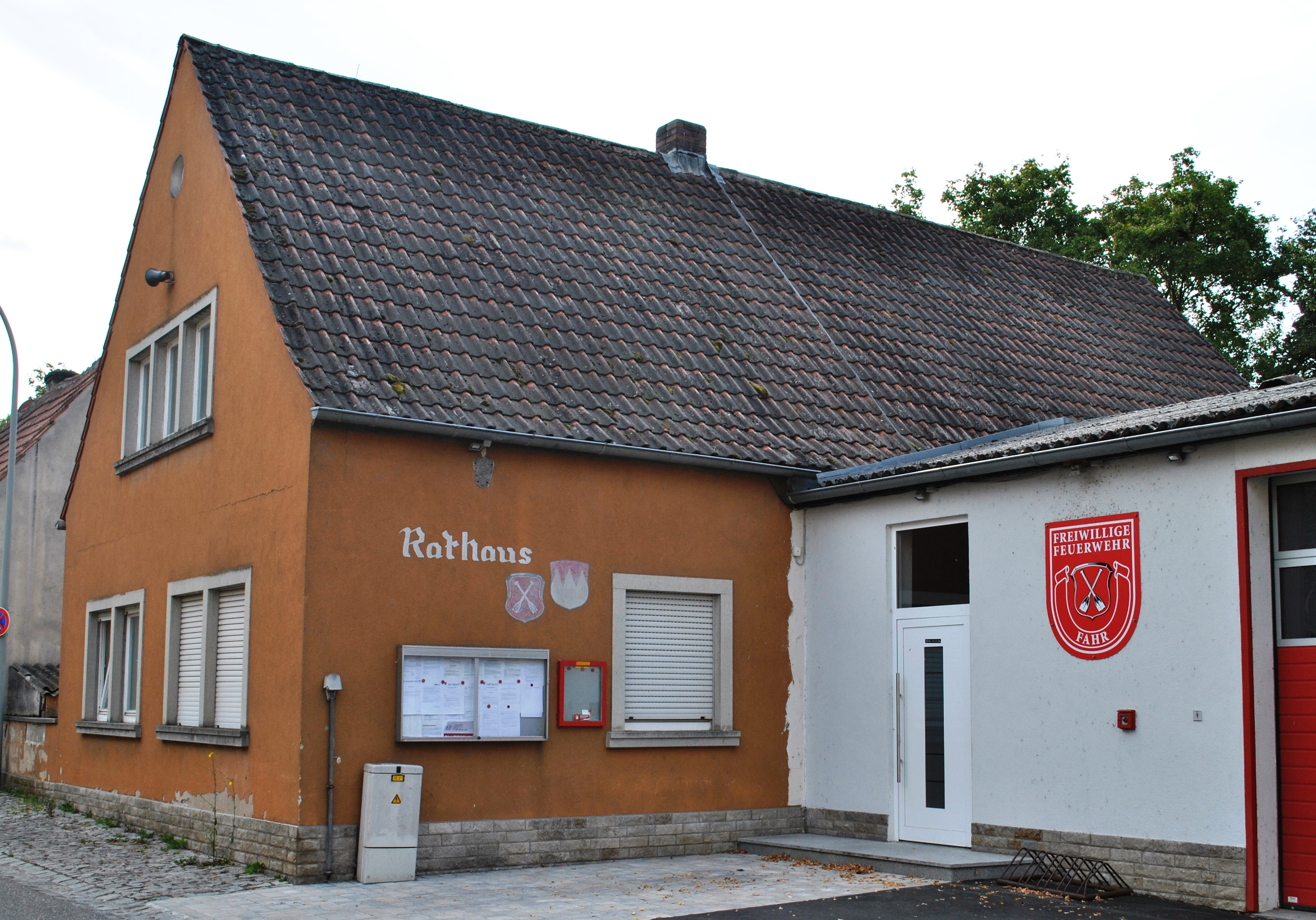
Das ehemalige Rathaus von Fahr in der Maingasse

Nachdem die Einwohner zwar seit dem Jahr 1700 „Bürger“ genannt wurden, dauerte es bis zum Beginn des 19. Jahrhunderts, bis echte bürgerliche Rechte und Pflichten erreicht werden konnten. Als Gemeinde war Fahr sehr auf seine Unabhängigkeit bedacht. So zögerte man im Zuge der Gemeindegebietsreform den Anschluss an die Stadt Volkach so lange hinaus, bis die Gemeindeverwaltung von den Behörden ermahnt werden musste.
Am 5. Februar 1975 entschied eine Bürgerversammlung erst bei gesetzlicher Verpflichtung die Selbstständigkeit aufzugeben. Am 1. Mai 1978 schloss sich Fahr der Großgemeinde Volkach an. Der Bürgermeister wurde Stadtrat in Volkach. Anschließend folgte der Ortssprecher Karl Seifert als Rat. Bis 2020 wurde der Stadtteil Fahr vom Stadtrat und Ortssprecher Günter Nicola vertreten. Heute kümmert sich Uwe Koßner um die Belange des Gemeindeteils.

### Einwohnerentwicklung
Für Fahr sind bereits recht früh konkrete Einwohnerzahlen bekannt. So hatte das Dorf zwischen 1450 und dem Dreißigjährigen Krieg immer um 250 Einwohner. Bis zum Jahr 1814 stieg die Bevölkerung auf knapp 500 an. In der zweiten Hälfte des 19. Jahrhunderts hatte Fahr immer über 500 Bewohner. Mit 614 Einwohnern erreichte man im Jahr 1950 die höchste Einwohnerzahl. Diese Zahl wurde insbesondere durch die Flüchtlinge nach dem Zweiten Weltkrieg erreicht. Durch die demographische Entwicklung sinkt die Zahl seitdem.
| Jahr | Einwohner (Ort) | Einwohner (Gemeinde) |
| ---- | --------------- | -------------------- |
| 1450 | um 250          |                      |
| 1634 | um 250          |                      |
| 1867 |                 | 541                  |
| 1871 | 518             | 534                  |
| 1885 | 529             | 540                  |
| 1900 | 464             | 482                  |
| 1925 | 507             | 521                  |
| 1950 | 614             | 630                  |
| 1961 | 563             | 577                  |
| 1970 | 581             | 591                  |
| 1987 | 529             |                      |

## Kultur und Sehenswürdigkeiten

### Baudenkmäler

#### Ensemble Blütenstraße Fahr
Den Mittelpunkt des Ortes bildet die sogenannte Blütenstraße, die von nordöstlicher Richtung zum Main hin verläuft. Die Hauptstraße wird von mehreren Giebel- und Traufseithäusern eingerahmt. Zumeist sind sie zweigeschossig gebaut und stammen aus dem 18. und 19. Jahrhundert. Teilweise weisen sie Fachwerk auf. Weiter biegt die Blütenstraße nach links ab und geht in die sogenannte Maingasse zum Fluss und der Fähre über.

#### Johanneskirche und Sebastiansfigur

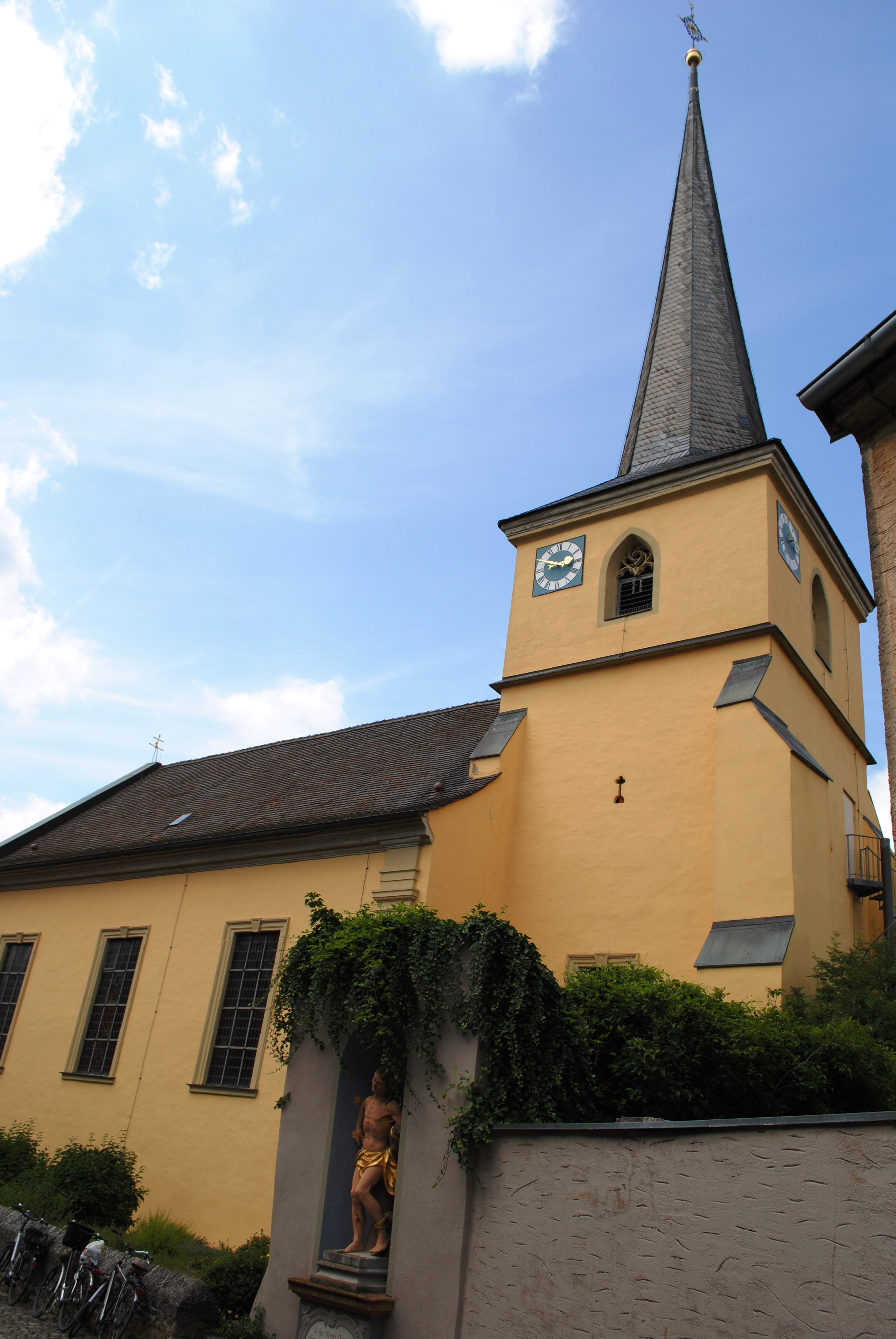
Die Kirche St. Johannes in Fahr

Nachdem die christliche Gemeinde von Fahr bereits spätestens im 11. Jahrhundert extern von der Urpfarrkirche auf dem Volkacher Kirchberg betreut wurde, entstand in Fahr bis zum Jahr 1331 eine eigene Pfarrei. Zunächst war das Gotteshaus als gotische Wehrkirche konzipiert, ehe man im 15. Jahrhundert die Ummauerung abriss. In den Jahren 1718 bis 1726 wurde die Kirche neu gebaut. Entstanden war ein barockes Gotteshaus, das heute Teil der Pfarreiengemeinschaft St. Urban an der Mainschleife ist.
Das älteste Bauteil der Kirche ist der Chorturm aus dem 17. Jahrhundert. Er entstand als sogenannter Julius-Echter-Turm und weist den typischen Spitzhelm auf. Die Kirche wurde geostet und präsentiert sich als Saalbau. Die Ausstattung kam ebenfalls überwiegend im 18. Jahrhundert ins Innere. Wertvollstes Element ist das Blatt des Hochaltars im Chor. Es zeigt die „Taufe Christi“ und wurde vom Würzburger Hofmaler Anton Clemens Lünenschloß.
Vor der Südseite der Kirche findet sich in einer großen Steinnische, die mit einem Pultdach abschließt, eine fast lebensgroße Darstellung des heiligen Sebastian. Die Figur ist bunt gefasst und steht auf einem Podest mit einem ausladenden Gesims. Die Figur entstand im Jahr 1773 und wurde mit folgender Inschrift verziert: „Er hat Seinen Bogen/ gespanet und mich zum Ziel/ gesetzt darauf er den pfeil/ schiest, Ihren. 3/ 1773“.

#### Kreuzkapelle
Zunächst befand sich an der Stelle der kleinen Kapelle ein Bildstock, der im Volksmund „Weiße Marter“ genannt wurde. Im Jahr 1727 stifteten dann das Ehepaar Johann Adam und Margaretha Lutz aus Fahr die kleine Kapelle. Sie wurde am 16. April 1728 vom Gemeindepfarrer Georg Adam Molitor benediziert. Die Kapelle wurde zum Mittelpunkt der alljährlichen Flurumritte, die in Fahr seit dem Jahr 1447 veranstaltet wurden.
Während dieser Umritte wurde von der Gemeinde vier Bildstöcke auf der Flur der Gemeinde angesteuert. Im Jahr 1956 wurde der alte Brauch wiederbelebt. Nun war die Kapelle am 3. Mai und am 14. September Ziel der Wallfahrer. Die Kapelle präsentiert sich als kreisrunde Anlage, sie schließt mit einer achtseitigen Kuppel ab. Im Inneren legte man im 20. Jahrhundert mehrere Fresken aus der Erbauungszeit frei.

#### Friedhof mit Kapelle und Kreuzigungsgruppe
Der Friedhof entstand am Rande des Altortes am Beginn der Blütenstraße. Das ummauerte Gelände birgt eine Kapelle im Inneren. Sie entstand im Jahr 1706. Der Rechteckbau mit dem gebogenen Walmdach wird von einem Rundbogenportal im Westen betreten. Im Inneren findet sich ein großer Barockaltar, auf dessen Altarblatt der heilige Sebastian abgebildet ist. Zwei weinumrankte, verdrehte Säulen rahmen das Bild ein.
Vor der Kapelle fand eine große Kreuzigungsgruppe Aufstellung. Ursprünglich standen die Figuren auf dem alten Friedhof, der um die Kirche angelegt war. Die Figuren entstammen der ersten Hälfte des 15. Jahrhunderts und wurde wohl von der Werkstatt geschaffen, die auch die Madonna in der Iphöfer Veitskirche gearbeitet hat. Die Figuren wurden zuletzt 2009 restauriert, wobei hierbei unsachgemäß gearbeitet wurde. Der Gekreuzigte wird heute von Maria und dem Evangelisten Johannes eingerahmt.

#### Privathäuser und Höfe
Als typisches Häckerdorf wird Fahr von einigen prächtigen Häusern und Höfen geprägt. Aus dem Jahr 1629 stammt das älteste noch erhaltene Gebäude im Ort. Es befindet sich an der Blütenstraße und wurde als zweigeschossiger, traufständiger Bau errichtet. Das Haus umgeben eine Scheune, ein großer Kellerbau und mehrere Stallungen. In der Traubengasse steht außerdem ein traufständiges Haus mit Fachwerkobergeschoss aus dem 17. Jahrhundert.

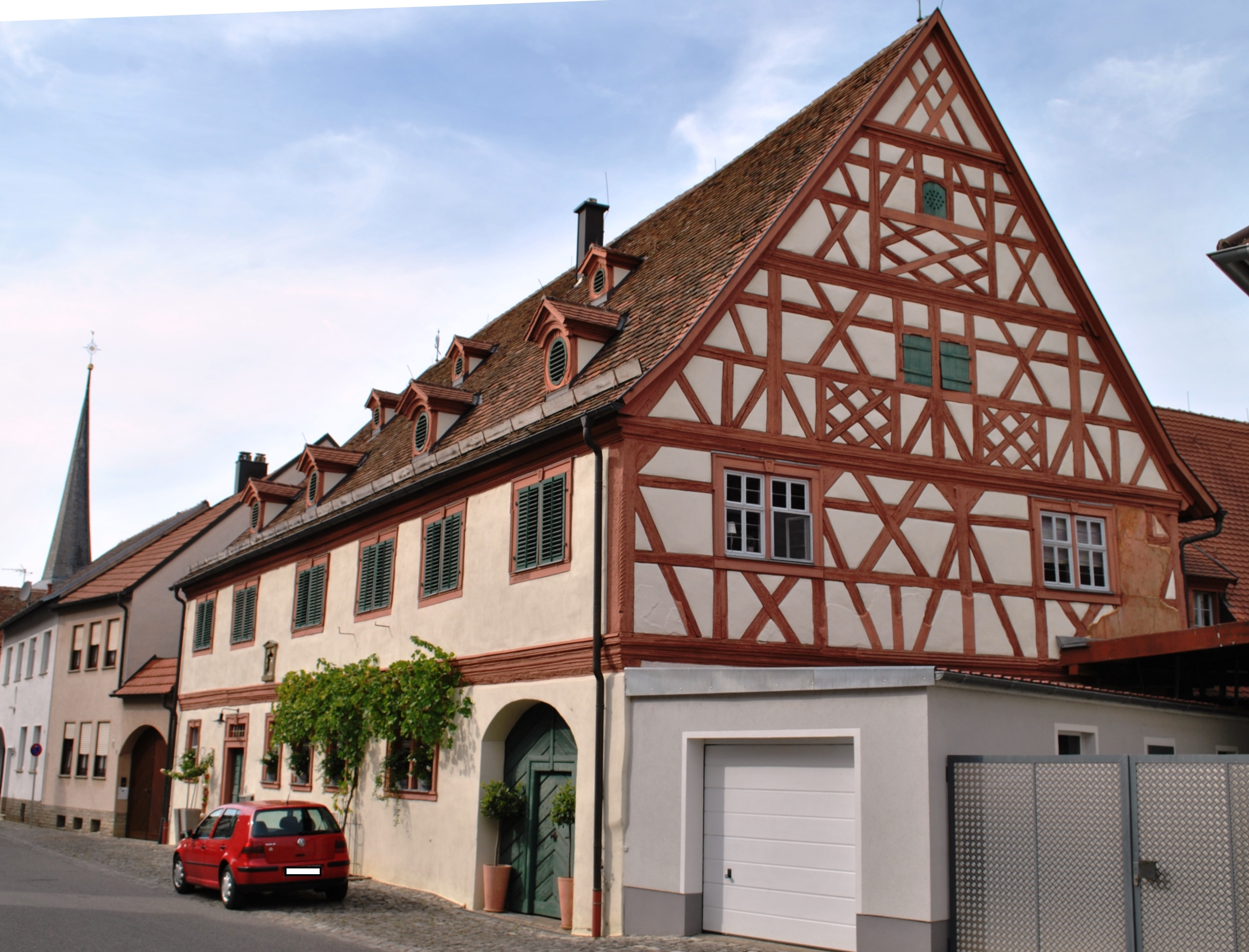
Der Winzerhof in der Blütenstraße 11

Das dreigeschossige Pfarrhaus in der Maingasse stammt aus der Wende zwischen dem 17. und 18. Jahrhundert. Es ist das mächtigste Gebäude im Ort. Ein Gasthof in der Blütenstraße 2 weist ein Walmdach auf und wurde im 18. Jahrhundert errichtet. Seine Fensterrahmungen sind geohrt, der Bau ist im Kern allerdings älter. Als Hausfigur wurde hier eine Immaculata aufgestellt. Aus dem Jahr 1712 stammt ein Häckerhaus am Kaulberg. Es ist traufseitig gebaut, die Fenster sind ebenfalls geohrt. → siehe auch: Pfarrhaus (Fahr)
Die Blütenstraße bildet den Mittelpunkt des Ortes. Hier haben sich mehrere Gebäude aus dem 18. Jahrhundert erhalten. In der Blütenstraße 3 steht ein Halbwalmdachhaus mit einem prächtigen Portal. Das Gebäude wurde mit einer Immaculata verziert. Gegenüber hat sich ein giebelständiger Satteldachbau erhalten. Ein vorkragendes Fachwerkobergeschoss wurde beim Traufseithaus in der Blütenstraße 8 angebracht.
In der Blütenstraße 10 entdeckt man einen Krüppelwalmbau mit Fachwerkobergeschoss. Ganz am Ende der Straße, in der Blütenstraße 12, ist wiederum ein Traufseithaus zu finden. Es weist eine Immaculata als Hausfigur auf und ist mit der Jahreszahl 1726 bezeichnet. Eine Hofanlage am Kaulberg entstammt ebenfalls dem 18. Jahrhundert. Außerdem ist in der Maingasse 12 ein Wohnhaus mit geohrten Rahmungen zu finden. Der Satteldachbau ist dem 18. Jahrhundert zuzuordnen.

#### Bildstöcke und Kleindenkmäler
Als katholisch geprägtes, fränkisches Dorf weist die Flur um Fahr eine Vielzahl an Bildstöcken und Kleindenkmälern auf. Als ältestes dieser Denkmäler gilt die spätgotische Mariensäule am Elgersheimer Weg. Sie ist farbig gefasst und mit einer reich verzierten Säule gearbeitet. Aus dem Jahr 1626 stammt der sogenannte Ölbergbildstock an der Straße nach Volkach. Eine Inschrift auf der Rückseite der Bildtafel soll den Stifter vor Ernteausfall und Hungersnot beschützen.
Für die Mainschleifenregion typische Glaubensdenkmäler sind die sogenannten Kreuzschlepper. Fahr besitzt zwei dieser Darstellungen des kreuztragenden Christus. In den Weinbergen des Mönchberges entdeckt man zum einen eine Sandsteinsäule mit der Christusdarstellung von 1704. Am Kaulberg wurde der Kreuzschlepper auf eine Hofmauer aufgesetzt. Diese Darstellung entstammt dem Jahr 1716 und wurde ebenso aus Sandstein gearbeitet.
Einen besonders prächtigen Prozessionsaltar findet sich am Weg Richtung Stammheim. Er weist die Form eines Tabernakels auf und schließt mit der Darstellung der Sebastiansmarter ab. Er ist zweiseitig geschlossen, die Rückwände zeigen als Reliefs die Krönung Mariens und die Heilige Familie. Der Altar entstand im Jahr 1732. Ein weiterer Prozessionsaltar, der gegenüber dem Friedhof aufgestellt wurde, wurde mit einer Tafel des heiligen Laurentius verziert.
An der Straße nach Gaibach steht ein weiterer Bildstock auf einer Säule. Auf der Vorderseite wurde die Krönung Mariens angebracht, während auf der Rückseite die Vierzehn Nothelfer zu finden sind. Der Stock entstand im 18. Jahrhundert. Im 19. Jahrhundert wurde ein Bildstock mit einer Pietà im Süden des Ortes aufgerichtet. Am Weg nach Gaibach ist außerdem ein Kruzifix von 1823 zu finden. Ein Hausrelief mit der Darstellung der heiligsten Dreifaltigkeit wurde nicht nachqualifiziert.

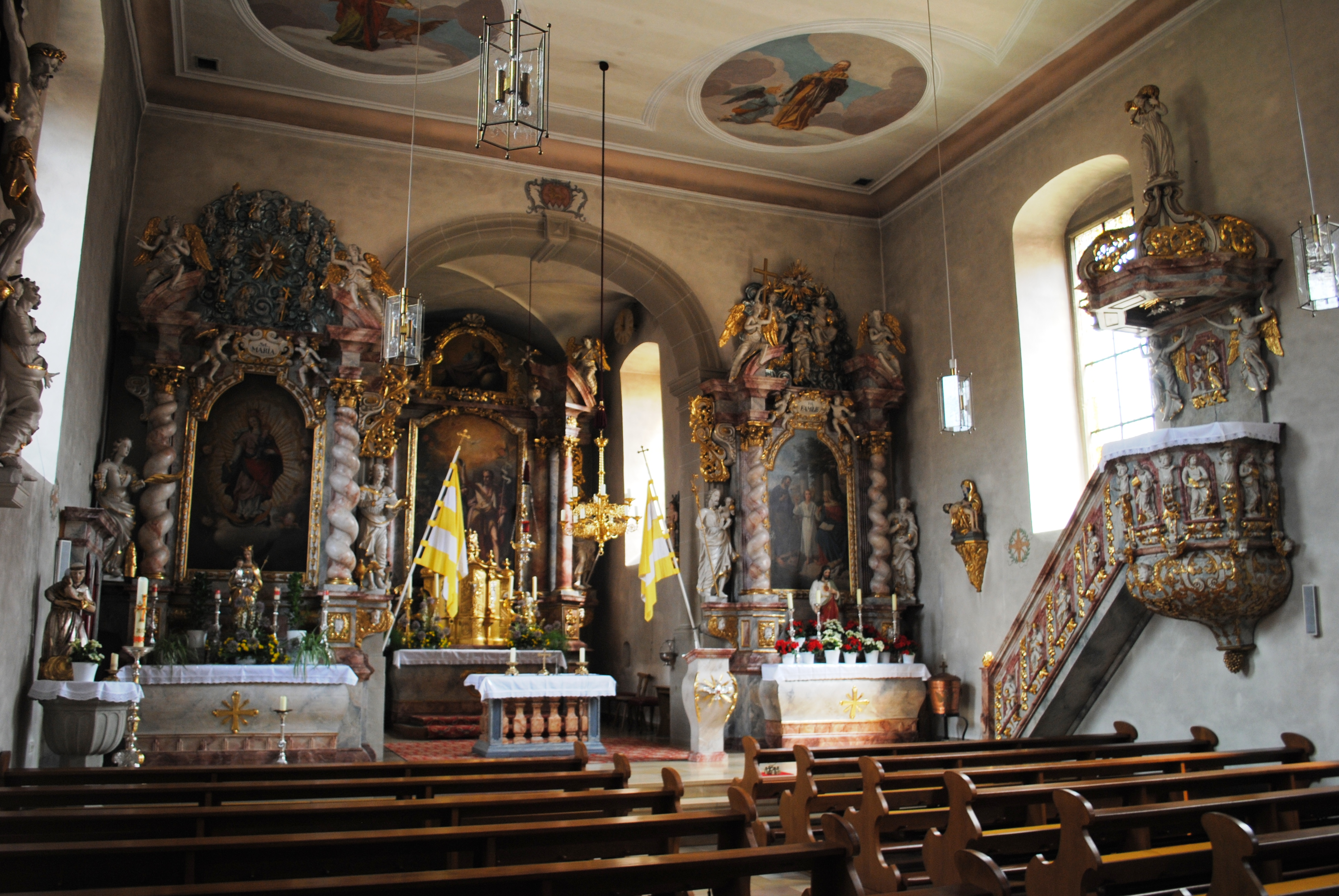
Der Innenraum der Johanneskirche
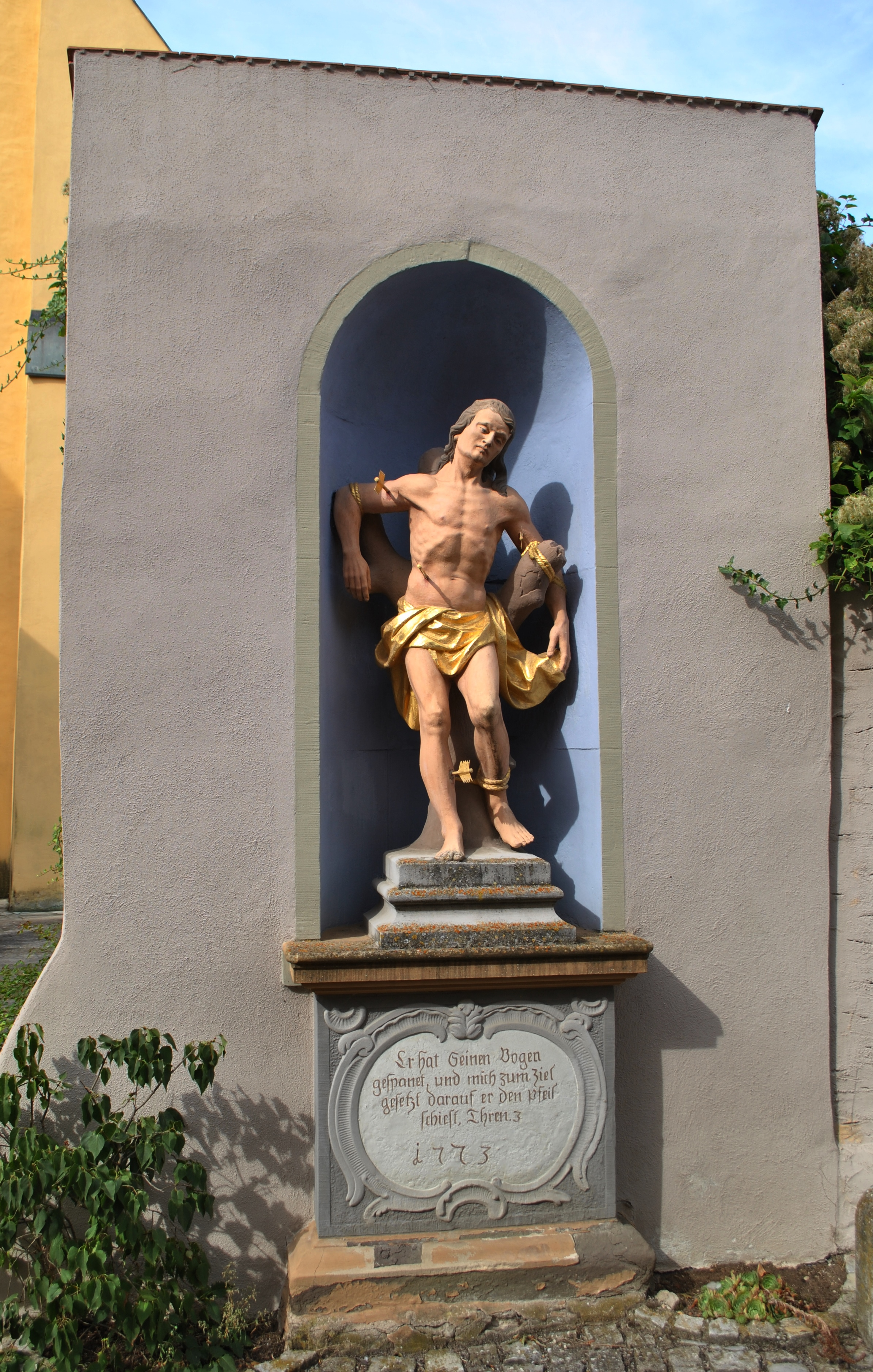
Die Figur des Sebastian vor der Kirche
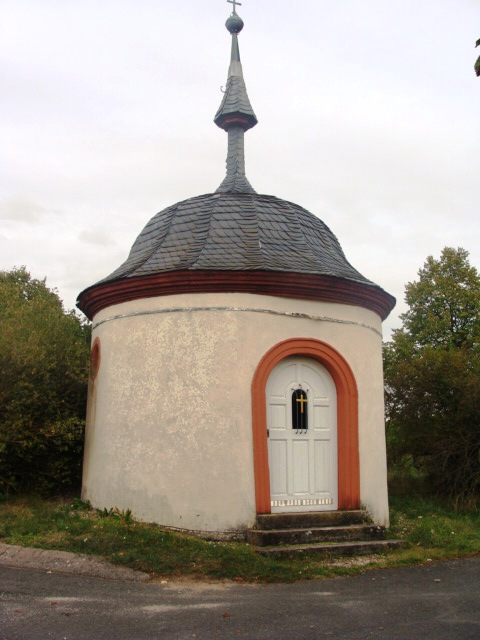
Die Kreuzkapelle am Rande des Dorfes
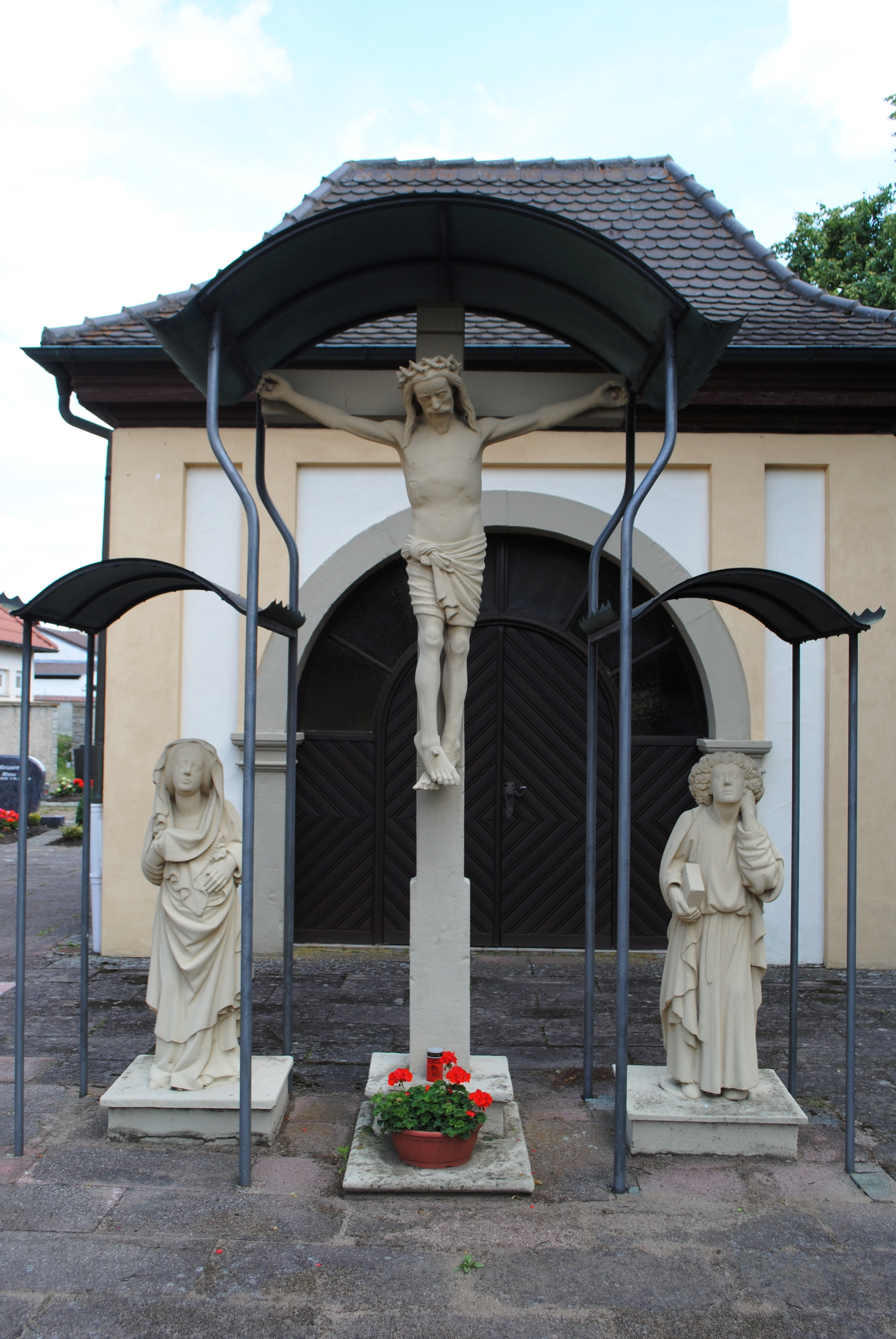
Die Kreuzigungsgruppe vor der Friedhofskapelle
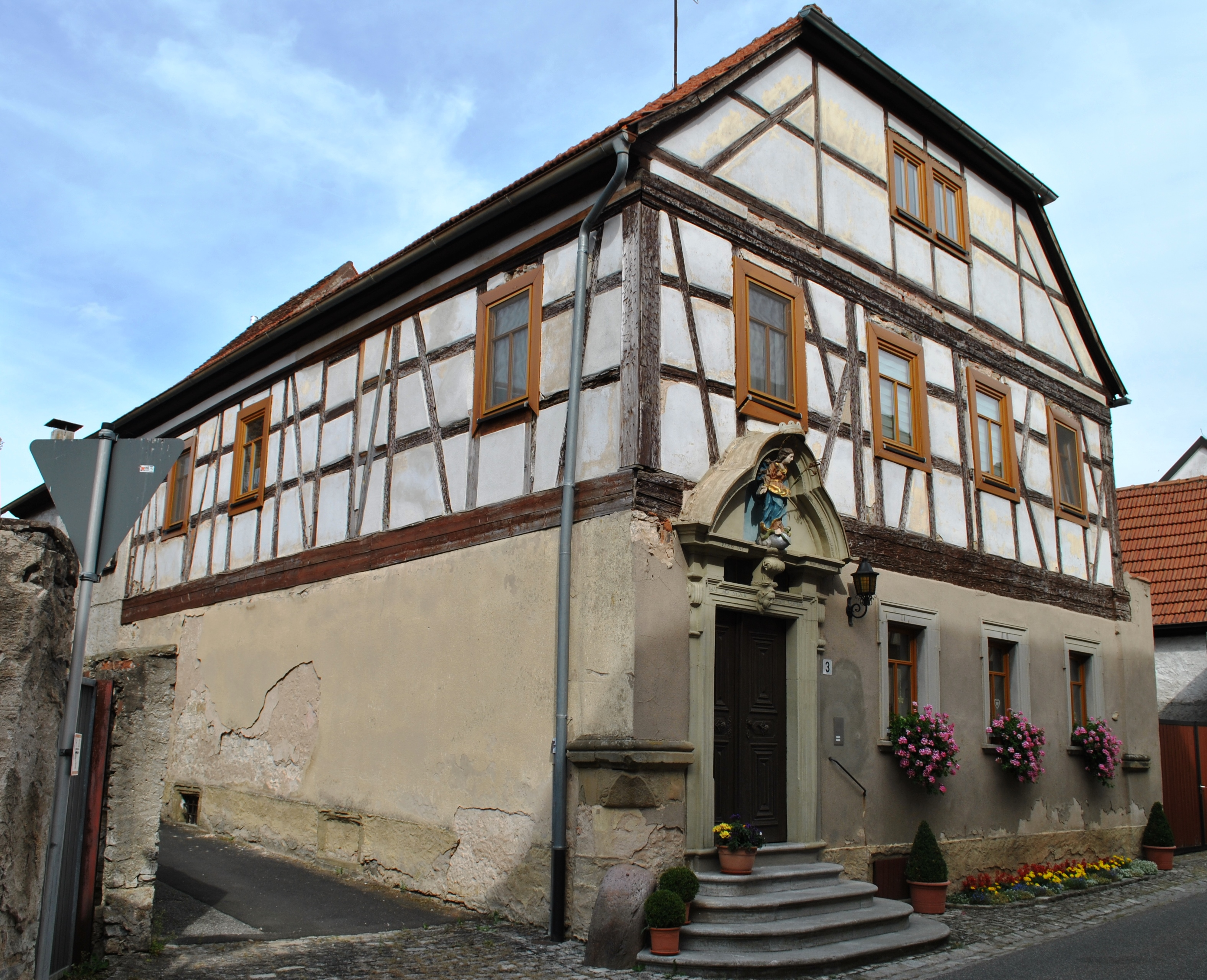
Das Haus in der Blütengasse 3
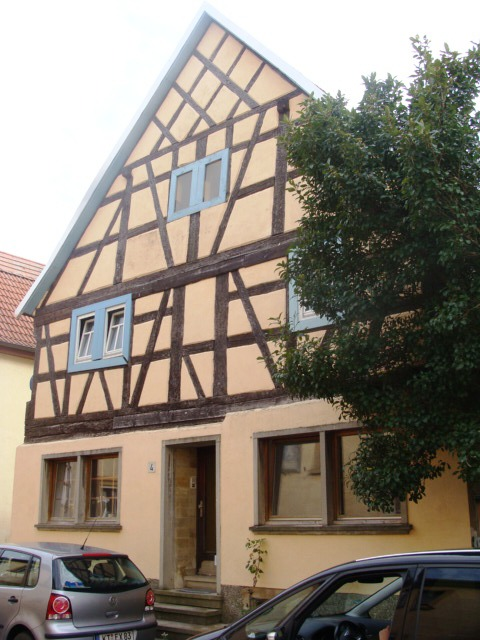
Das Fachwerkhaus in der Blütengasse 4
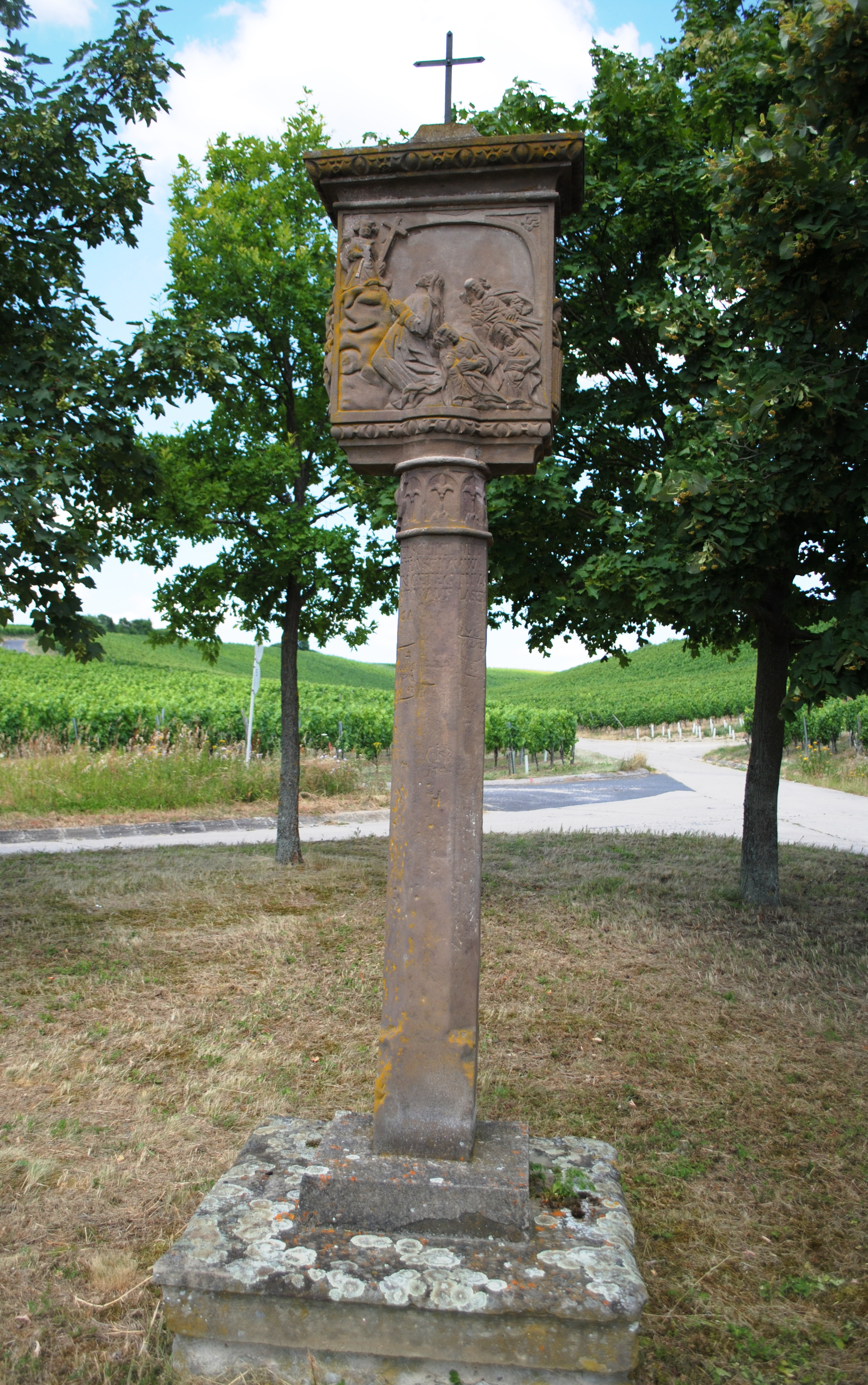
Der Bildstock von 1626

### Elgersheimer Hof
Der Elgersheimer Hof liegt eigentlich auf der Flur des Volkacher Ortsteils Elgersheim. Allerdings teilen sich beide Ortsteile die gleiche Gemarkung. Der Hof wurde bereits im 7. oder 8. Jahrhundert erwähnt. Im Jahr 1178 wurde der Hof erstmals genannt, er wurde von Arnold von Rothenburg an das Kloster Ebrach verkauft. Das Kloster richtete auf dem Hof einen seiner Amtshöfe ein. Nach der Auflösung des Klosters erhielt der letzte Abt von Theres, Benedikt II. Mahlmeister, das Hofgut.
Das Hofgut liegt leicht nach Südosten ausgerichtet und bildet ein Rechteck. Das Gutshaus befindet sich im äußersten Nordwesten der Anlage, ein Nebengebäude schließt sich direkt südlich an das Gebäude an. Weitere moderne Nebenbauten reihen sich im Süden an, bevor das Gutsgelände im Süden mit einer alten Scheune abschließt. Mauerreste findet man im Norden und Osten der Anlage. Sie werden im Nordosten durch ein Eckgebäude miteinander verbunden.

### Regelmäßige Veranstaltungen
Als älteste jährlich stattfindende Veranstaltung kann in Fahr die Wallfahrt zur Gnadenmadonna von Maria im Sand betrachtet werden. Bereits seit ca. 1680 wallen die Fahrer über Kaltenhausen und Neuses am Berg nach Dettelbach. Der Grund für die Bittprozession war ein Gelöbnis, das die Gemeinde nach dem Dreißigjährigen Krieg fasste. Nachdem noch 1897 am Schutzengelfest gewallt wurde, findet die Wallfahrt heute am letzten Sonntag im August statt. Das Wallfahrtsbild entstand 1998 und wurde von Hans Mohr geschaffen.
Weitere regelmäßige Veranstaltungen prägen den Jahreslauf in Fahr. Wie auch in anderen Orten an der Mainschleife wird einmal im Jahr ein Weinfest gefeiert. In Fahr findet es als Straßenweinfest in der Blütenstraße statt. Zusätzlich organisiert der Burschenverein seit dem Jahr 2004 die sogenannte Ariwa-Fete. Mittelpunkt des Festkalenders bildet das Fähren-Festival im Juli. Zwischen dem 5. und 7. November wird die Kirchweih gefeiert.

## Wirtschaft und Infrastruktur

### Wirtschaft
Die wirtschaftliche Entwicklung Fahr hing aufgrund der Konzentration auf die Landwirtschaft immer stark von den klimatischen Bedingungen an der Mainschleife ab. Bereits bei der Erstnennung von Fahr im Jahr 1188 wurden Weinberge genannt, die östlich der bebauten Fläche zu finden waren. Die Gemeinde litt unter schlechten Weinjahren und florierte bei günstigen Ernten. Gleichzeitig trieben die Dorfbewohner auch Fischfang im Main.
Fahr hatte auch stark unter dem Zusammenbruch des Weinbaus mit dem Auftreten der Reblaus zu leiden. Erst nach dem Zweiten Weltkrieg erholte sich der Weinbau wieder. Das Dorf besitzt noch heute keine eigene Weinlage, sondern nutzt die Flächen des Volkacher Ratsherrn mit. Auf der Gemarkung des Ortes wird die Lage deshalb Fahrer Ratsherr genannt. Fahr war auch Gründungsmitglied der Winzergenossenschaft Mainschleife im Jahr 1954.
Nachdem der Weinbau bereits zu Beginn des 19. Jahrhunderts zu schwächeln begann, legte man auch in Fahr sogenannte Baumgärten an. Fahr entwickelte sich zusammen mit Astheim zu einer Obstbaugemeinde. Die Bevölkerung handelte im 19. Jahrhundert auch mit dem Obst. Insbesondere für die Kirschen war Fahr bekannt. Im Jahr 1887 betrug der Export 3000 Zentner Obst. Noch heute stehen neben den Weingärten auch Obstfelder.
Heute hat sich neben Obst- und Weinbau auch der Kulturtourismus in Fahr etabliert. Im Dorf werden Gästeführungen angeboten, außerdem existieren in Fahr mehrere Gasthäuser und Übernachtungsmöglichkeiten. Im Jahr 1880 wurde ein Darlehensverein gegründet, heute unterhält die Raiffeisenbank Volkacher Mainschleife - Wiesentheid hier eine Filiale.
| Weinlage        | Größe 1830 | Größe 1887 | Größe 1940 | Größe 1976 | Himmelsrichtung  | Hangneigung | Hauptrebsorten                            | Großlage            |
| --------------- | ---------- | ---------- | ---------- | ---------- | ---------------- | ----------- | ----------------------------------------- | ------------------- |
| Fahrer Ratsherr | 67 ha      | 68 ha      | 34 ha      | 40 ha      | Süden, Südwesten | 10–50 %     | Müller-Thurgau, Silvaner, Kerner, Bacchus | Volkacher Kirchberg |

### Verkehr

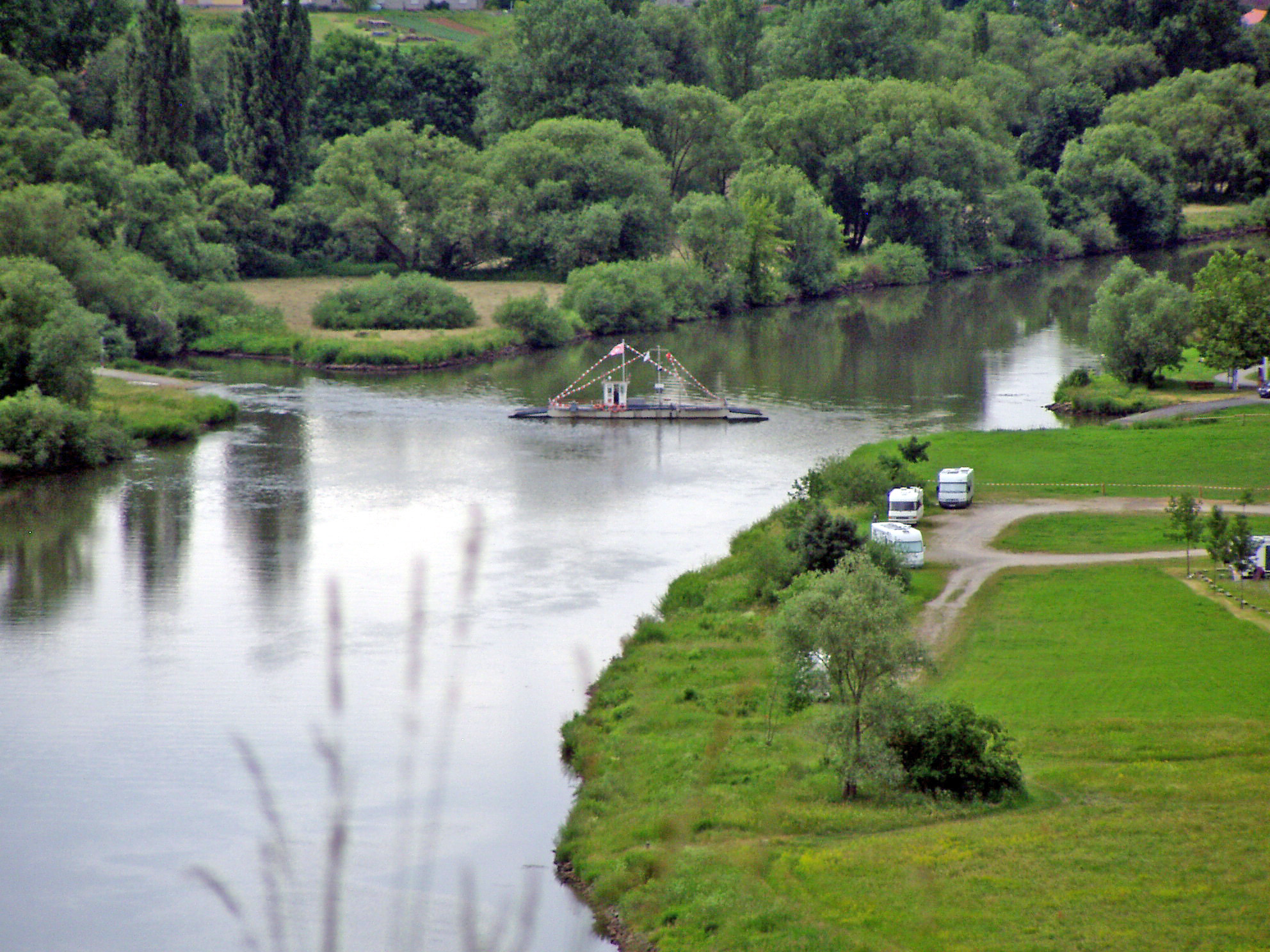
Die Mainfähre in Fahr

Fahr war bereits in vorgeschichtlicher Zeit Verkehrsknotenpunkt am Maindreieck. Hier lag die Furt des prähistorischen Regionalzentrums Prosselsheim. Später etablierte sich hier eine Fähre, die lange Zeit den wichtigsten Mainübergang in der Region darstellte. Erstmals genannt wurde die Fähre allerdings im Jahr 1479. Um die wachsende Konkurrenz der Mainfähre Astheim auszugleichen, errichtete man 1869 eine fliegende Brücke.
Noch heute besteht die Fähre zwischen Fahr und Kaltenhausen im Südwesten des Altortes. Zwar gibt es seit dem Jahr 1892 nur wenige Kilometer südlich die Volkacher Mainbrücke, aber die Fähre ist noch heute ein wichtiger Mainübergang, insbesondere zur Gemeinde Eisenheim im Landkreis Würzburg. Die Mainfähre ist die einzig freifahrende an der Mainschleife und wird heute besonders für den Touristenverkehr genutzt.
Fahr ist über die Kreisstraße KT 34 zu erreichen. Sie führt von Volkach kommend am Friedhof vorbei, dort wird sie Mönchbergstraße genannt. Im Norden des Ortes wird sie als Stammheimer Straße weitergeführt und verläuft in Richtung des gleichnamigen Kolitzheimer Ortsteils. Als Ortsverbindungsstraße zwischen Gaibach und Fahr endet die Kreisstraße KT 32 an der Mainfähre in Fahr.
Fahr wird von mehreren Bussen angefahren. Eine Besonderheit ist die Haltestelle Abzweig Fahr. Sie liegt zwar auf der Eisenheimer Mainseite im Landkreis Würzburg, von dort aus kann aber schnell die Mainfähre erreicht werden. Zusätzlich wird der Ort von der Linie 8137 (Schweinfurt–Schwebheim–Volkach) des Nahverkehr Mainfranken angefahren. Das sogenannte Mainschleifenshuttle hält an der Bushaltestelle am Friedhof.

### Bildung
| Name           | Erwähnt        |
| Franz Brach    | gen. 1840      |
| Wilhelm Graner | gen. 1903      |
| Hans Stock     | 1912–nach 1936 |

In Fahr bestand bereits seit dem Spätmittelalter eine Schule. Erstmals wurde diese Einrichtung im Jahr 1500 erwähnt. Der jeweilige Lehrer nahm eine wichtige Rolle im Dorf ein. So lehrte der Schulmeister während der Abwesenheit des Pfarrers den Kindern den Katechismus. Das Schulhaus wurde mehrmals neu errichtet, beispielsweise im Jahr 1776. Hundert Jahre später, 1875, musste die Schule neu gebaut werden.
Zu Beginn des 20. Jahrhunderts entstand in Fahr ein privater Kindergarten. Die Trägerschaft hatten wie in vielen anderen Dörfern der Umgebung die Schwestern der Dillinger Franziskanerinnen. Zeitweise betreuten fünf Schwestern die Fahrer Kleinkinder. Im Jahr 1921 bezogen die Frauen den Kindergarten. Inzwischen wurde die Schwesternstation aufgelöst.
Fahr gehört wohl seit 1972 zum Sprengel der Volksschule Volkach. Unter diesem Namen wurden Grund- und Mittelschule im nahen Volkach zusammengefasst. Schüler und Schülerinnen können dort den Qualifizierenden Hauptschulabschluss und über den sogenannten M-Zweig die Mittlere Reife erlangen. Erwachsenenbildung wird von der Volkshochschule Volkach geleistet.
Die höhere Schulbildung erfolgt ebenfalls in Volkach. Dort ist eine private Mädchenrealschule beheimatet. Zusätzlich befindet sich im Volkacher Ortsteil Gaibach mit dem Franken-Landschulheim Schloss Gaibach ein Gymnasium mit Realschule und Internat. Das Steigerwald-Landschulheim in Wiesentheid liegt ebenso in der Nähe von Fahr. Außerdem können die Schüler und Schülerinnen das private Klostergymnasium in Münsterschwarzach besuchen.

### Vereine und Verbände

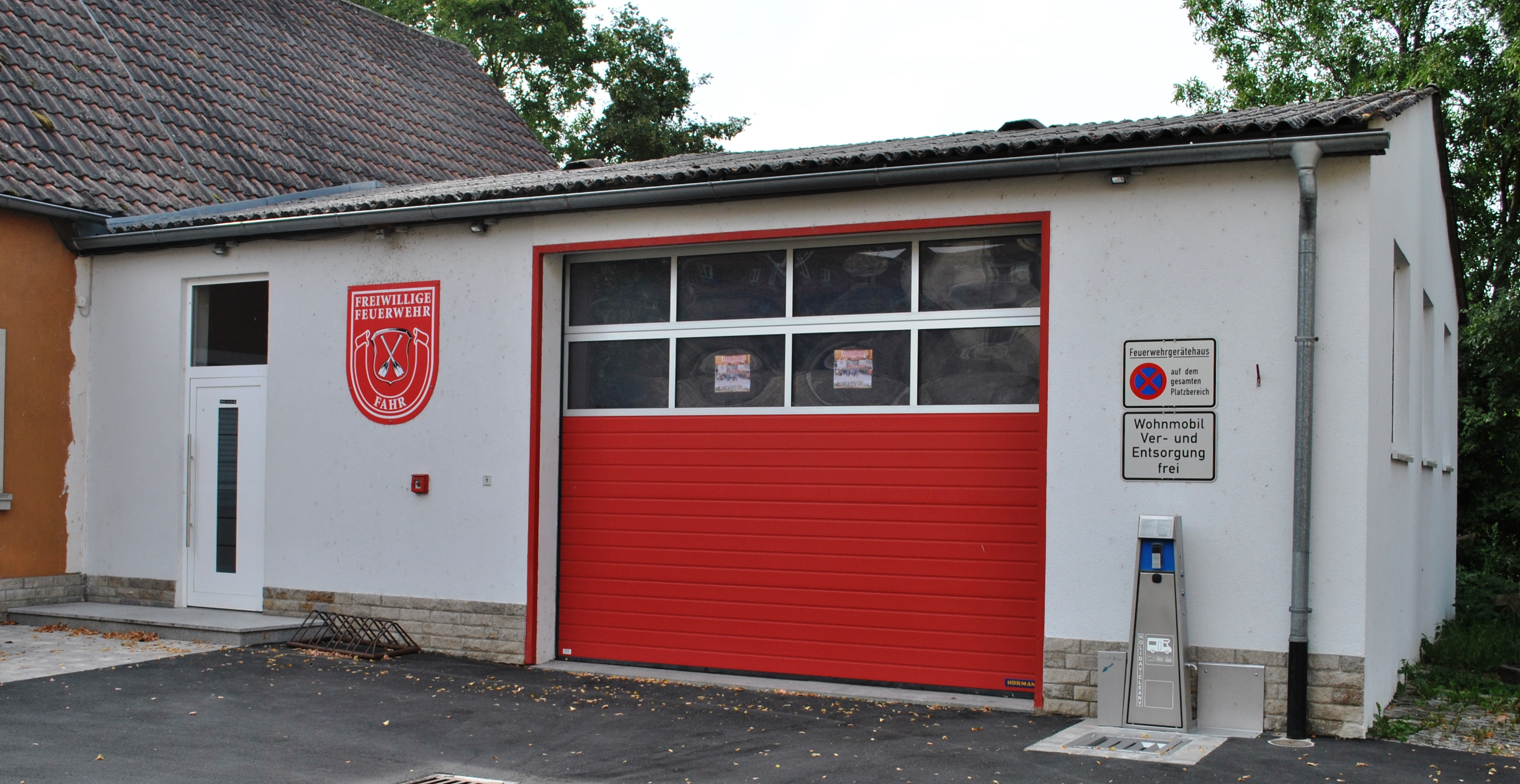
Das Feuerwehrhaus von Fahr in der Maingasse

Fahr weist trotz seiner geringen Größe eine Vielzahl an Vereinen auf. Ältester Verein des Dorfes ist die Freiwillige Feuerwehr. Sie wurde im Jahr 1874 von 40 Dorfbewohnern gegründet und ist in einem Feuerwehrverein organisiert. Die Feuerwehr besitzt ein Löschgruppenfahrzeug (LF 8/6), eine Anhängeleiter (AL 10) und einen Feuerwehranhänger (FwA-SA). Neben den eigentlichen Aufgaben übernimmt die Feuerwehr Fahr auch die Absicherung von Veranstaltungen. Kommandant ist Kilian Meusert.
Der Sportverein 1. FC Fahr gilt als zweitälteste Vereinigung des Ortes. Er wurde kurz nach dem Zweiten Weltkrieg noch im Jahr 1945 ins Leben gerufen. Zentrale Abteilung ist der Fußball, es gibt eine Frauen-Korbballmannschaft, eine Tischtennis- und eine Gymnastikgruppe sowie eine Karatemannschaft. Die Fußballer spielen in der A-Klasse. Im Jahr 2003 wurde das Vereinsheim neu errichtet.
Der Burschenverein Fahr bestand bereits in den Jahren von 1924 bis 1933 und wurde anschließend von den Nationalsozialisten verboten. Am 28. Dezember 1979 fand die Neugründung statt. Der Verein hat sich der Brauchtumspflege verschrieben. Des Weiteren besteht in Fahr ein Ortsverband der CSU, und ein Seniorenclub. Der Theaterverein Fahrer Meebühna hat sich dem Laientheater verschrieben.

## Persönlichkeiten

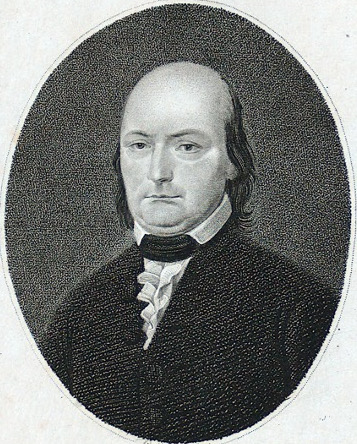
Der Theologe Thaddäus Anton Dereser, Kupferstich um 1820

Mehrere einflussreiche Persönlichkeiten kamen aus Fahr, insbesondere im 18. Jahrhundert brachte das Dorf einige Theologen hervor. Der Professor Thaddäus Anton Dereser (1757–1827) war Mitglied des Karmeliterordens und wirkte später an der Julius-Maximilians-Universität Würzburg. Er hatte mehrere Professorenposten an verschiedenen Universitäten inne. Dereser wurde im Jahr 1819 zum Rektor der Schlesischen Friedrich-Wilhelms-Universität in Breslau gewählt.
Lorenz Kündinger (1767–1818) kam am 20. Dezember 1767 in Fahr zur Welt. Im Jahr 1783 ist er als Laurentius Kündinger als Student der Philosophie in Würzburg immatrikuliert. Er wurde bald darauf ordentlicher Professor in Würzburg und leitete anschließend als Präfekt das Seminar der adeligen Knaben. Außerdem war er Subregens des geistlichen Seminars zum guten Hirten in Würzburg. Kündinger erhielt am 9. Dezember 1809 zusätzlich die theologische Doktorwürde. Zuletzt war er Pfarrer in Bergtheim, von wo aus er eine Streitschrift gegen Immanuel Kant verfasste.
Als selbstständige Gemeinde verlieh Fahr in der Nachkriegszeit an mehrere Ortspfarrer die Ehrenbürgerwürde. Als erstes erhielt der Geistliche Vinzenz Haus (* 9. Februar 1873 in Aschaffenburg; † 27. Dezember 1951 in Fahr) die Ehrenbürgerurkunde. Er hatte die Gemeinde während des Zweiten Weltkriegs seelsorgerisch betreut. Am 13. März 1976 wurde Georg Wehner (* 24. März 1912; † 21. Januar 1993 in Fahr) ausgezeichnet. Sein Wirken prägte die Gemeinde zwischen 1954 und 1993.
Überregional bedeutend wurde der Medienunternehmer Leo Kirch (* 21. Oktober 1926 in Würzburg; † 14. Juli 2011 in München). Er wuchs in Fahr auf. Kirch gründete einen Filmverleih, den er später zu einem der größten deutschen Medienunternehmen, der Kirch-Gruppe ausbaute. Leo Kirch war einer der Wegbereiter des Privatfernsehens. Die drittplatzierte der 3. Staffel Germany’s Next Topmodel, Christina Leibold, kam aus Fahr. Außerdem brachte der Ort mit Melanie Dietrich die Fränkische Weinkönigin der Jahre 2012/2013 hervor.